# 医師ガシェの肖像
『医師ガシェの肖像』（いしガシェのしょうぞう）は、1890年6月、死の1か月余り前にフィンセント・ファン・ゴッホによって描かれた絵画。油彩。同名の作品は本項で述べる油彩画2点とエッチング（ナショナル・ギャラリー、ワシントンD.C.）1点がある。「ガシェ博士の肖像」と表記されることもある。

## この絵の背景

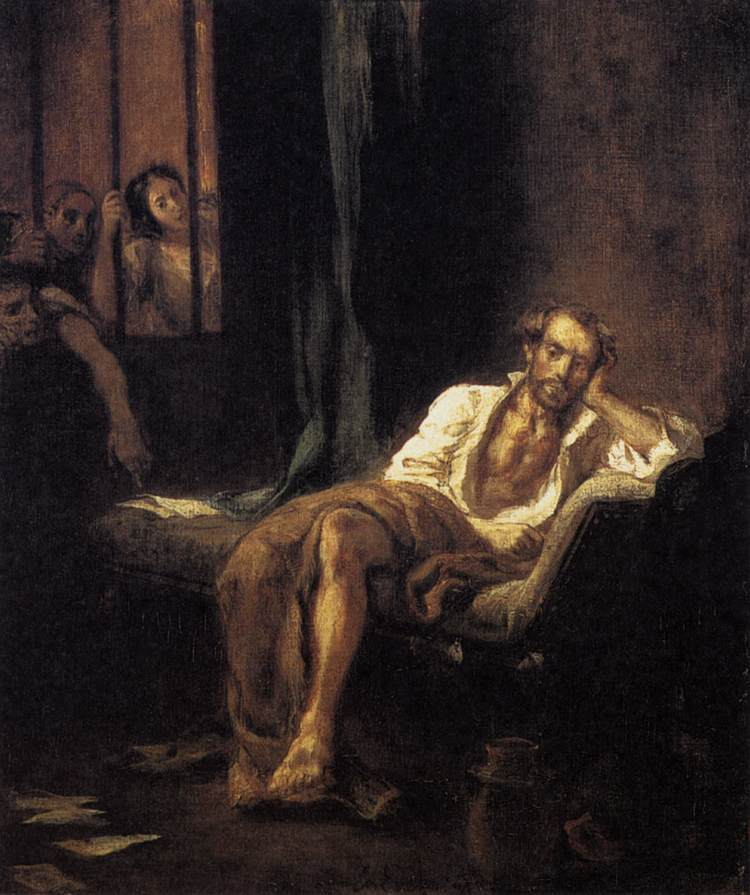
ドラクロワ、『フェラーラの聖アンナ病院のタッソ』

ゴッホはこの頃、精神病院に幽閉されたトルクァート・タッソを描いたウジェーヌ・ドラクロワの絵のことを考えていた。ポール・ゴーギャンとのモンペリエのファーブル美術館訪問の後、ゴッホは弟テオドルス・ファン・ゴッホ（テオ）にこの絵のリトグラフが手に入らないか書き送っている。3か月半前、彼はこの絵のことを、彼の描きたい肖像画の例として考えている。「しかし、ドラクロワが試みて描きあげた牢屋のタッソの方がより調和に満ちている。他の多くの絵と同様、本当の人間を表現しているのだ。ああ、肖像画！ 思想のある肖像画、その中にあるモデルの魂、それこそ実現しなければならないものだと思う。」
手に持ったジギタリスは「孤の手袋」という名の多年草で、イギリスの田舎で浮腫に効く民間薬として使われていたものが心臓病の特効薬でもあることがわかったこの頃、評判の高い名薬になっていたため、医師を象徴する草花として置かれたとされる。

## ポール・ガシェについて
モデルとなったポール・ガシェ（1828年 - 1909年）は、フランス・パリ近郊のオーヴェル＝シュル＝オワーズ在住の精神科医であった。彼は週に数度パリで診察を行っていたが、1890年3月に初めてゴッホの診察をし、健康回復のために彼をオーヴェールに招いた。5月、オーヴェールに着いたゴッホはガシェとその一家と親しくなり、再び創作意欲がよみがえって村の風景や村人たちを描き、ガシェ自身もモデルとなった。7月末に自殺を図ったと思われる大怪我を負って死去するまでの2か月間、ゴッホはこの村で80点ほどの作品を残している。
ガシェは絵画愛好家であり、ポール・セザンヌやカミーユ・ピサロらの友人であり、自らも絵画を描いていた。ガシェの筆による「死の床のファン・ゴッホ」（パリ・オルセー美術館蔵）という作品が残されている。一方ガシェ自身にも憂鬱質の気があり、これらゴッホによる肖像にもそれが反映されている。

## それぞれのバージョン

### 第1バージョンの作品
最初のバージョンは弟テオの未亡人ヨハンナ（ヨー）が1897年にデンマーク人コレクターに300フランで売却した。その後、画商パウル・カッシーラーに1904年に、ハリー・ケスラーに同1904年に、さらにドリュエ（Druet）に1910年に売られた。1911年、フランクフルト・アム・マインのシュテーデル美術館が取得し1933年までコレクションとして公開されていた。
1933年、ナチスの政権獲得と退廃芸術糾弾から逃れるために絵は隠し部屋に仕舞われたが、1937年に宣伝省によって発見、没収された。集められた膨大な印象派や表現主義絵画の中から、ヘルマン・ゲーリングは個人用にこの絵を含む数枚を持ち帰り、すぐにアムステルダムの画商に売った。画商はこれを美術収集家のジークフリート・クラマルスキー（Siegfried Kramarsky）に売ったが、彼はナチスを逃れアメリカのニューヨークへ渡り、この絵はメトロポリタン美術館に寄託され展示されていた。
所有者のクラマルスキー家は、この絵をメトロポリタン美術館から引き上げ、最終的にオークションにかけることに決めた。1990年5月15日にクリスティーズでの競売で、当時史上最高落札額の8250万ドル（当時のレートで約124億5000万円）で、大昭和製紙名誉会長の齊藤了英に競り落とされた。
ゴッホの残した肖像画の中でも傑作の一つに数えられるが、この高額落札によってさらに有名な作品となった。齊藤は数日後にルノワールの「ムーラン・ド・ラ・ギャレットの舞踏会」も7810万ドルで落札している。これらの作品について彼が「自分が死んだら棺桶にいれて焼いてくれ」という発言をしたことが報道され、世界中から批判された。斎藤は後にこの発言を「この絵に対する情熱を表現した言葉のあや」と釈明し、「死後は日本政府か美術館に寄贈する」と説明した。しかし購入後は一般公開されず、彼が1996年に死去した後も寄贈されることはなく、所在不明となった。
その後、1997年頃に斎藤家がサザビーズに売却し、非公開でオーストリア出身のヘッジファンド投資家、ヴォルフガング・フロットルが推定9000万ドルで購入した事が判明している。しかし、2007年1月、彼が円取引失敗によって10億ドル以上の負債を出して破産したため、再びサザビーズに売却された。その後は再び個人に売却されたものと思われるが、旧蔵のシュテーデル美術館が専門の調査員に捜査を依頼した結果、2019年時点で所在不明という発表がなされている。同美術館では、現在も作品を飾っていた額縁を展示している。

### 第2バージョンの作品
最初の作品を複製したものといわれる。この作品はゴッホがガシェに寄贈したもので、彼の死後遺族から他のポスト印象派絵画コレクションとともにフランス政府に寄付された。現在はオルセー美術館に収蔵されている。